# Astracantha serpentinica
Astracantha serpentinica är en ärtväxtart som först beskrevs av Sirj. och Karl Heinz Rechinger, och fick sitt nu gällande namn av Dieter Podlech. Astracantha serpentinica ingår i släktet Astracantha och familjen ärtväxter. Inga underarter finns listade i Catalogue of Life.